# Prostagma
Un prostagma (griego: πρόσταγμα) o prostaxis (πρόσταξις), que significan "orden, comando", eran documentos emitidos por la cancillería imperial bizantina en los que figuraba una decisión o una orden imperial, generalmente sobre asuntos administrativos.
Prostaxis era el término común en los siglos XI-XIII, cuando fue reemplazado por prostagmas. Sin embargo, el primer documento de este tipo que sobrevivió data de 1214. Normalmente eran documentos cortos, firmados por el emperador bizantino con el menologem en tinta roja, y normalmente con el sello del emperador. Los prostagmas de los emperadores de Trebisonda estaban firmados con una forma abreviada de la firma imperial. Los documentos similares emitidos por los déspotas se denominaban horismos, mientras que los del patriarca de Constantinopla u otros funcionarios del Estado se denominaban [para]keleusis, entalma, grama, etc. Los gobernantes serbios también emitieron prostagmata.
Los prostagmata se utilizaban para "transmitir órdenes, [...] conceder privilegios, legislar y regular, atestiguar un juramento prestado por el emperador (horkomotikon prostagma)", así como "nombrar a personas para cargos administrativos o conceder títulos honoríficos", en sustitución de las probatoriae y codicilli heredadas de la práctica romana tardía y utilizadas hasta el siglo X.